# Farsetia longistyla
Farsetia longistyla är en korsblommig växtart som beskrevs av Baker f. Farsetia longistyla ingår i släktet Farsetia och familjen korsblommiga växter. Inga underarter finns listade i Catalogue of Life.